# Mahmut Altay
Mahmut Altay (23 maggio 1978) è un lottatore turco, specializzato nella lotta greco-romana.

## Palmarès
| Anno | Manifestazione          | Sede     | Evento | Risultato | Note |
| ---- | ----------------------- | -------- | ------ | --------- | ---- |
| 1995 | Mondiali espoir         | Teheran  | 52 kg  | 5º        |      |
| 1996 | Europei junior          | Sofia    | 54 kg  | 11º       |      |
| 2000 | Europei                 | Mosca    | 69 kg  | 13º       |      |
| 2000 | Mondiali                | Patrasso | 69 kg  | 10º       |      |
| 2002 | Mondiali                | Mosca    | 74 kg  | 16º       |      |
| 2003 | Mondiali militari       | Istanbul | 74 kg  | Oro       |      |
| 2003 | Mondiali                | Créteil  | 74 kg  | 18º       |      |
| 2005 | Giochi del Mediterraneo | Almería  | 74 kg  | Oro       |      |
| 2005 | Mondiali                | Budapest | 74 kg  | 9º        |      |
| 2006 | Europei                 | Mosca    | 74 kg  | Bronzo    |      |
| 2006 | Mondiali                | Canton   | 74 kg  | 29º       |      |